# Eva Büttner
Eva Büttner (geboren als Eva Malzmann am 27. Juli 1886 in Dresden; gestorben am 15. August 1969 in Kamenz) war eine deutsche Publizistin, Kunst- und Musikkritikerin sowie Politikerin.

## Leben
Eva Malzmanns Eltern waren der Dresdner Zigarettenfabrikant Josef Malzmann (1850–1905) und Ernestine Malzmann, geb. Hirsch (1858–1908).  Sie besuchte von 1892 bis 1902 die Bürgerschule und die Städtische Höhere Mädchenschule in Dresden. Danach studierte sie am Dresdner Konservatorium und bestand das Lehrerexamen für Musiktheorie und Klavier. Musiktheorie unterrichtete sie der 16 Jahre ältere Komponist Paul Büttner, den sie 1909 heiratete.
Nach Abschluss des Studiums war sie ab 1905 an diesem Konservatorium Lehrerin für Theorie und Klavier. Sie gründete Frauen- und Kinderchöre im Deutschen Arbeiter-Sängerbund des Bezirkes Dresden und übernahm in ihm leitende Funktionen. 1909 wurde sie Mitglied der SPD. Anfang 1914 bekam sie Gelegenheit, eine mehrmonatige Reise durch Griechenland, Ägypten, Palästina und die Schweiz zu machen, über die sie nach ihrer Rückkehr ebenfalls Vorträge hielt.
Aufgrund ihrer umfangreichen Kenntnisse des kulturellen Lebens und ihrer hohen Allgemeinbildung konnte sie ab 1912 als Kunstkritikerin der „Dresdner Volkszeitung“ und – nach deren Abspaltung 1926 – seit 1926 als Feuilleton- und Frauenredakteurin der Zeitung „Volksstaat“ der Alten Sozialdemokratischen Partei Deutschlands (ASPD) arbeiten. Dieser Partei schloss sie sich ebenfalls im Jahr 1926 an und für sie war sie im Dresdner Unterbezirksvorstand ab 1929 tätig.
Nach 1918 hielt sie auch Referate politischen Inhalts, besonders in den Frauengruppen der SPD. Für diese Partei war sie 1922 bis 1926 Abgeordnete im Sächsischen Landtag und vertrat vor allem kulturell-künstlerische Institutionen und ihre Anliegen. Am Konservatorium, das durch ihren Ehemann seit 1923 künstlerisch geleitet wurde, gründete sie eine Volksmusikschule.
1933 verlor sie als Jüdin durch die NS-Gesetzgebung ihre Anstellung und arbeitete unter zunehmend restriktiver werdenden Beschränkungen zunächst als Notenschreiberin und in der Färberei-Waschanstalt Oskar W. Müller in Dresden, bis ihr auch das verboten wurde. Trotz, dass sie durch ihren „arischen“ Mann zunächst noch Schutz genoss, litt sie unter zahlreichen, für Juden geltende Einschränkungen, Verboten und Schikanen bis hin zur „Schutzhaft“ im Dresdner Polizeigefängnis.
Die einzige Möglichkeit einer intellektuell erfüllenden Tätigkeit war das Kulturleben der (damaligen) Dresdner „Israelitischen Gemeinde“. Ihre zahlreichen Rezensionen, Besprechungen und Informationen für das Dresdner „Gemeindeblatt der Israelitischen Religionsgemeinde“, die „Jüdische Rundschau“ und die „C.-V.- Zeitung“ deuten nach Ansicht der Forscherin Agata Schindler darauf hin, dass sie die Kulturveranstaltungen der „Jüdischen Künstlerhilfe“ und des „Jüdischen Kulturbunds Dresden“ nicht einfach nur besuchte, sondern sie als zum kreativen Kern dieser Organisationen gehörend, kreierte, bis dieses 1938 ebenfalls verboten wurde. Sie bewegte sich in denselben Kreisen, wie seinerzeit Viktor Klemperer. Als sie im Frühjahr 1936 zur Eröffnung der nach acht Baujahren fertig gestellten „Judaistischen Hauptbibliothek von Polen“ nach Warschau reisen konnte, lieferte sie dem „Gemeindeblatt“ einen „bemerkenswerten mehrteiligen Bericht“ (Schindler).
„Jede schriftliche Äußerung von B. (sic, gemeint ist Eva Büttner), die sie zwischen 1933 und 1938 in der jüdischen Presse veröffentlichte, ist eine Fundgrube an Informationen über das jüdische Kulturleben der Zeit nach der ‚Machtergreifung‘ durch die Nationalsozialisten.“ (Agata Schindler)
1943 erkrankte ihr Ehemann schwer und starb noch im gleichen Jahr. Eva Büttner gelang es mit Hilfe des Dresdner Arztes Kurt Magerstädt (der allerdings als jüdischer Arzt nicht mehr praktizieren durfte) und der Rittergutsbesitzerin Margarete von Helldorff der Verschleppung in ein Vernichtungslager zu entgehen: Sie verbrachte die letzten 20 Kriegsmonate anonym und in Abgeschiedenheit im Dachgeschoss über dem Pferdestall des Schlosses Oberlichtenau in Pulsnitz.
Nach 1945 arbeitete sie zunächst in Pulsnitz im antifaschistischen Verwaltungsausschuss und trat der KPD bei. 1946 bis 1952 war sie Leiterin des Kulturamts beim Rat des Kreises Kamenz, teilweise auch des Nachrichten- und Schulamtes. Sie gründete im Kreis mehrere kulturelle Organisationen und rezensierte regelmäßig kulturelle Veranstaltungen in der Presse. Am 15. August 1969 starb sie in Kamenz und wurde auf dem Johannisfriedhof in Tolkewitz beigesetzt.
Im Jahr 2022 wurde im Dresdner Stadtteil Albertstadt eine Straße im Neubaugebiet Ecke Marienallee/Stauffenbergallee nach ihr benannt.

## Leistungen
Eva Büttner verwaltete den künstlerischen Nachlass ihres Ehemannes. Nach ihrem Tod übernahm zunächst die Tochter ihres Mannes die Nachlassverwaltung bis zur Übergabe an die Sächsische Landesbibliothek (heute: SLUB) im Jahr 1982. Eine große Sammlung der Beiträge und Vorträge von Eva Büttner befindet sich ebenfalls in dieser Bibliothek.